# Collier Row
Collier Row är en del av en befolkad plats i Storbritannien.   Den ligger i grevskapet Greater London och riksdelen England, i den sydöstra delen av landet, 22 km öster om huvudstaden London. Collier Row ligger 37 meter över havet och antalet invånare är 10 100.
Terrängen runt Collier Row är platt. Runt Collier Row är det mycket tätbefolkat, med 1 819 invånare per kvadratkilometer. Närmaste större samhälle är Islington, 19,8 km väster om Collier Row. Runt Collier Row är det i huvudsak tätbebyggt.